# Mary Antin
Mary Antin (nascida Maryashe Antin; 13 de junho de 1881 - 15 de maio de 1949) foi uma autora americana e ativista dos direitos de imigração. Ela é mais conhecida por sua autobiografia de 1912, "The Promised Land", um relato de sua emigração e posteriormente americanização.

## Biografia

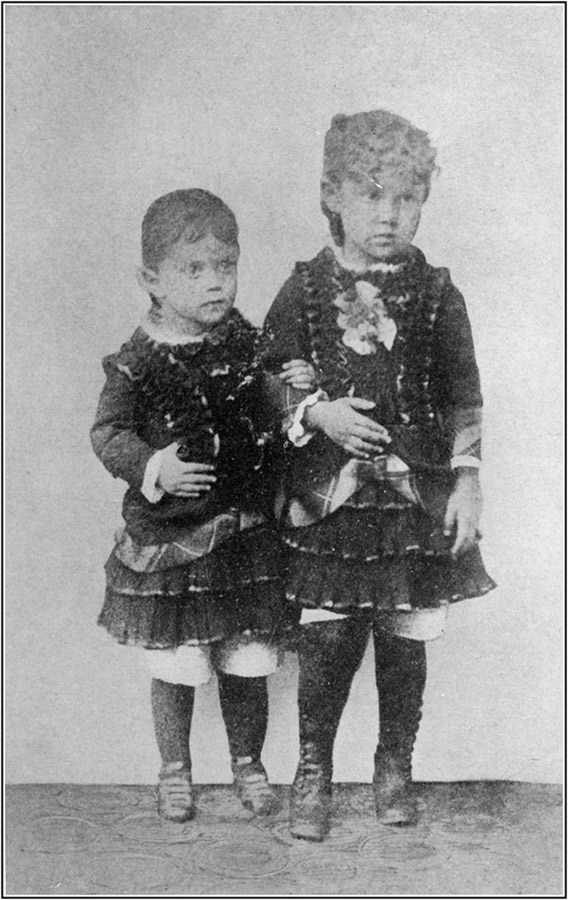
Mary Antin (Mashke) e a irmã Fetchke

Mary Antin foi a segunda de seis filhos de Israel e Esther Weltman Antin. Ela frequentou a "Latin School Girls", agora Boston Latin Academy, depois de terminar a escola primária. Antin se casou-se em 1901 com o geólogo Amadeus William Grabau e se mudou para a cidade de Nova York, onde frequentou Teachers College da Universidade de Columbia e Barnard College.

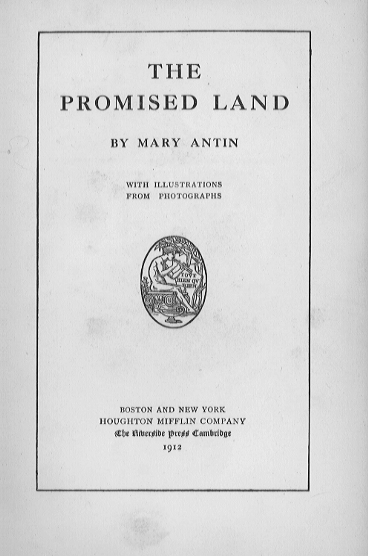
The Promised Land - 1912

Antin é mais conhecida por sua autobiografia de 1912. Nela, ela descreve sua educação escolar pública e assimilação na cultura americana, bem como a vida dos judeus na Rússia Czarista. Depois de sua publicação, Antin palestrou sobre sua experiência de imigrante para muitos públicos em todo o país, e se tornou uma grande apoiante de Theodore Roosevelt e seu Partido Progressista.
Durante a Primeira Guerra Mundial, enquanto ela fazia campanha pela causa aliada, as atividades pró-alemãs de seu marido precipitaram sua separação e sua ruptura física. Amadeus foi forçado a deixar seu posto na Universidade de Columbia para trabalhar na China, onde se tornou "o pai da geologia chinesa". Durante a Segunda Guerra Mundial, Amadeus foi internado pelos japoneses e morreu pouco depois de sua libertação em 1946. Antin morreu de câncer em 15 de maio de 1949.